# Sinfonía n.º 16 (Mozart)

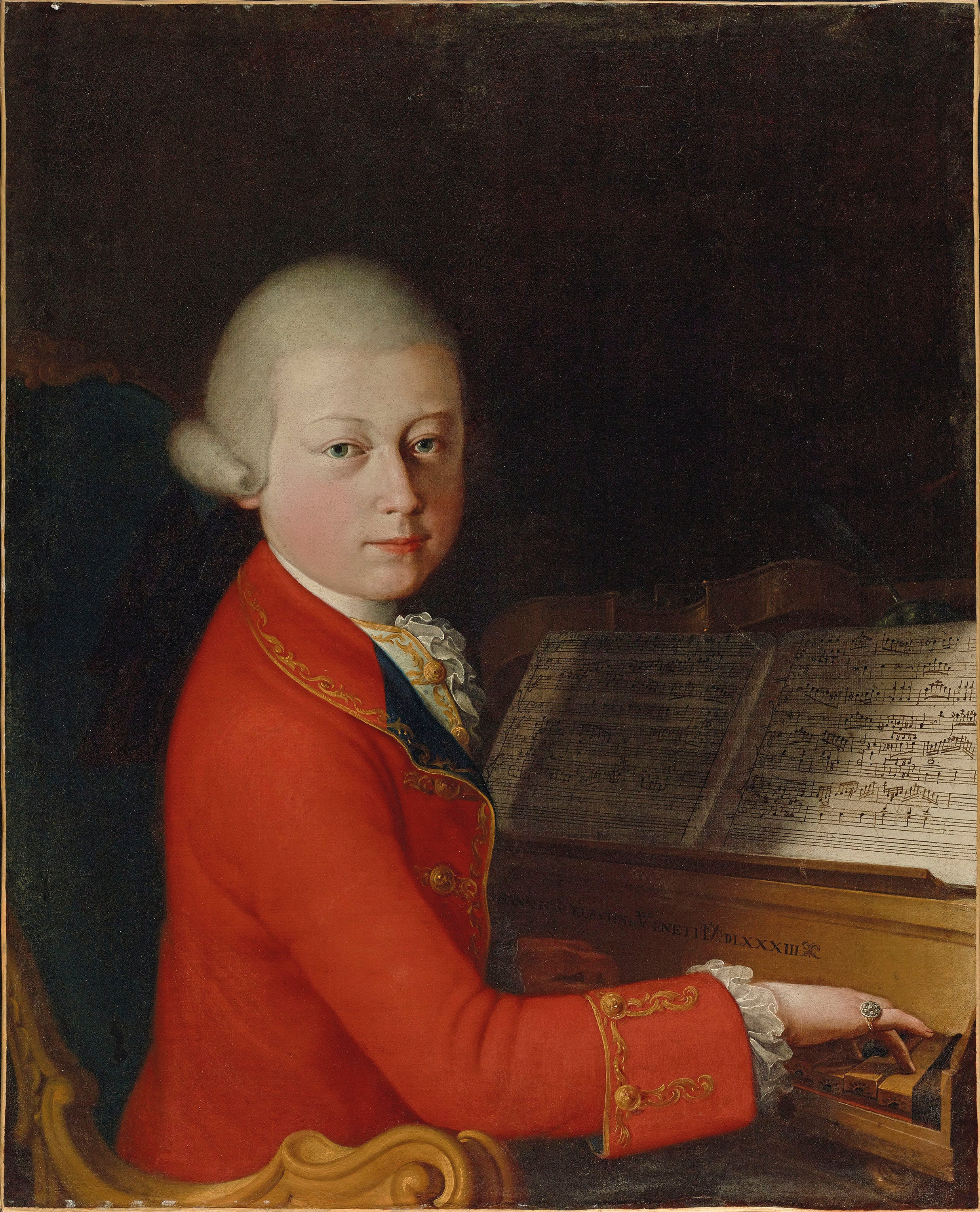
Mozart en 1770.

La Sinfonía n.º 16 en do mayor, K. 128 fue la primera de una serie de tres sinfonías compuestas por Wolfgang Amadeus Mozart en mayo de 1772, cuando el compositor tenía dieciséis años.

## Historia

### Contexto

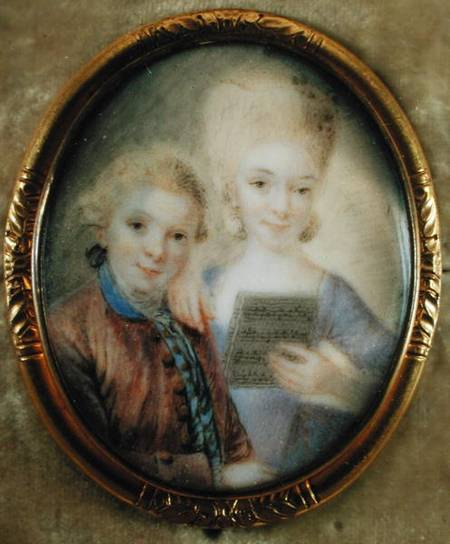
Wolfgang y Nannerl hacia 1763.

La carrera de Mozart como sinfonista había empezado en Londres durante el gran viaje de la familia Mozart por Europa entre junio de 1763 y noviembre de 1766. El padre Leopold Mozart planeó la gira para exhibir a sus prodigiosos hijos, Wolfgang y Nannerl en las principales cortes europeas. En ese tiempo Wolfgang compuso sus primeras obras del género, que tenían una deuda sustancial con las sinfonías de estilo galante italianizante en tres movimientos de Carl Friedrich Abel y Johann Christian Bach; también escuchó las sinfonías de compositores relevantes como Thomas Arne, William Boyce y Giuseppe Sammartini. Posteriormente Leopold y sus hijos pasaron en Viena varios meses de 1768 durante los cuales el joven maestro hizo un esfuerzo consciente por adaptar su estilo sinfónico a los gustos del público vienés, adoptando entre otras cosas la estructura en cuatro movimientos. Una afortunada consecuencia de los largos viajes del compositor en ciernes fue el contacto que le proporcionaron con una generosa muestra representativa de las tradiciones musicales europeas: alemana, británica, francesa e italiana.
El joven compositor y su padre realizaron tres viajes a Italia entre diciembre de 1769 y en mayo de 1773. En este periodo alternó sus visitas con estancias en Salzburgo durante las cuales creó la ópera Mitrídates, rey de Ponto, así como varias sinfonías con apreciable influencia del gusto italiano por la ópera bufa. En 1772 y 1773 el maestro austríaco vivió una etapa de entusiasmo por la escritura sinfónica, produciendo cada año siete nuevas sinfonías (n.º 15 - n.º 27). Después redujo su actividad en este campo y en los dos años siguientes sólo aparecieron tres nuevas piezas del género (n.º 28, 29 y 30).

### Composición
La composición de esta obra se desarrolló en mayo de 1772 en Salzburgo. Esta es una de las numerosas sinfonías creadas durante el periodo en el que Mozart permaneció en Salzburgo, poco después de sus viajes por Italia. Forma parte de tres sinfonías terminadas en mayo de 1772, que podrían ser las principales candidatas para refutar la idea de que Mozart componía sinfonías en series como lo hacía con sus cuartetos de cuerda. Si bien, se puede apreciar una coherencia tonal entre las tres (do mayor, sol mayor y fa mayor), ni por su carácter, ya se trate de similitudes o contrastes, ni por su instrumentación conformarían un opus. Brown llega a la conclusión de que Mozart concebía cada sinfonía como una entidad única.
La partitura autógrafa se conserva en la actualidad en la Staatsbibliothek Preußischer Kulturbesitz de Berlín.

### Estreno y publicación
No se sabe con certeza la fecha y el lugar en que tuvo lugar el estreno de la sinfonía.
La primera edición fue llevada a cabo en 1880 por la editorial Breitkopf & Härtel en Leipzig, que publicó bajo la denominación Wolfgang Amadeus Mozarts Werke, Serie VIII, No. 16 tanto las partes como la partitura completa.

## Instrumentación
La partitura está escrita para una orquesta formada por: 
- Viento madera: 2 oboes y [1 fagot].
- Viento metal: 2 trompas en do.
- Teclado: [clavecín].
- Cuerda: una sección de cuerdas con 2 violines (primero y segundo), viola, violonchelo y contrabajo.

La orquestación es modesta al igual que en la mayoría de las sinfonías y serenatas de Mozart de principios de la década de 1770. En las orquestas de aquella época era una práctica común emplear el fagot y el clavecín, si estaban presentes en la orquesta, para reforzar la línea del bajo o bien como continuo, incluso sin notación separada.

## Estructura y análisis
La sinfonía consta de tres movimientos:
- I. Allegro maestoso, en do mayor 3
4
- II. Andante grazioso, en sol mayor 2
4
- III. Allegro, en do mayor 6
8

La interpretación de esta obra dura aproximadamente entre 10 y 15 minutos. A pesar de su estructura en tres movimientos al estilo italiano clásico, en esta sinfonía el compositor empieza a desprenderse de las influencias de las oberturas de ópera italianas.

### I.Allegro maestoso
El primer movimiento, Allegro maestoso, está escrito en la tonalidad de do mayor, en compás de 3/4 y sigue la forma sonata. El movimiento de apertura evoca el sonido de Carl Philipp Emanuel Bach y los compositores de Mannheim, con un pequeño estallido para toda la orquesta seguido de un largo pasaje trotante de tres en tres, rápidos tresillos en un amplio compás ternario. Al principio parece estar en compás de 9/8 debido a la presencia de dichos tresillos. No obstante, conforme entra la segunda parte de la exposición se muestra que el verdadero compás es 3/4. El segundo tema, en sí mismo, presenta saltos de octava para los violines, pero apenas cuenta como material independiente. Como si quisiera compensar las secciones de desarrollo mínimas de la mayoría de sus sinfonías anteriores, Mozart comienza ésta con una atrevida inmersión en armonías remotas con densas modulaciones. Aun así, este desarrollo es bastante breve y limitado; resulta ser poco más que una llamativa transición hacia la recapitulación.

### II.Andante grazioso
El segundo movimiento, Andante grazioso, está en sol mayor, en compás de 2/4 y también responde a la forma sonata. El movimiento lento está escrito solo para cuerdas, por tanto los oboes y las trompas permanecen en silencio. Es en esencia una gavota, en la que la sección A con su variante enmarca una sección B ligeramente contrastante con su propia variación.

### III.Allegro
El tercer y último movimiento, Allegro, retoma la tonalidad inicial y el compás es 6/8. Evitando el minueto, Mozart pasa directamente al Finale. Se trata de una alegre danza en la que reaparecen los instrumentos de viento. Está compuesta en una forma alterada de rondó con una coda de cierre. Es por momentos ardiente. La elegante melodía inicial da paso repetidamente a un material más agitado que amenaza con dominar el movimiento, así como a algún material de trompa de caza.